# Castelculier
 Castelculier  là một xã thuộc tỉnh Lot-et-Garonne trong vùng Nouvelle-Aquitaine phía tây nam nước Pháp. Xã này nằm ở khu vực có độ cao trung bình 57 mét trên mực nước biển.
Sông Séoune tạo thành phần lớn ranh giới đông nam thị trấn.